# Karlovice ve Slezsku
Karlovice (deutsch Karlsthal) ist eine Gemeinde in Tschechien.

## Geografie
Die Gemeinde befindet sich im Altvatergebirge im Tal der Oppa. Karlovice ist der Mikroregion Vrbensko angeschlossen.  Die Dorfmitte des langgestreckten Ortes im Okres Bruntál befindet sich fünf Kilometer südöstlich von Vrbno pod Pradědem in einer Meereshöhe von 478 m ü. M.

## Geschichte

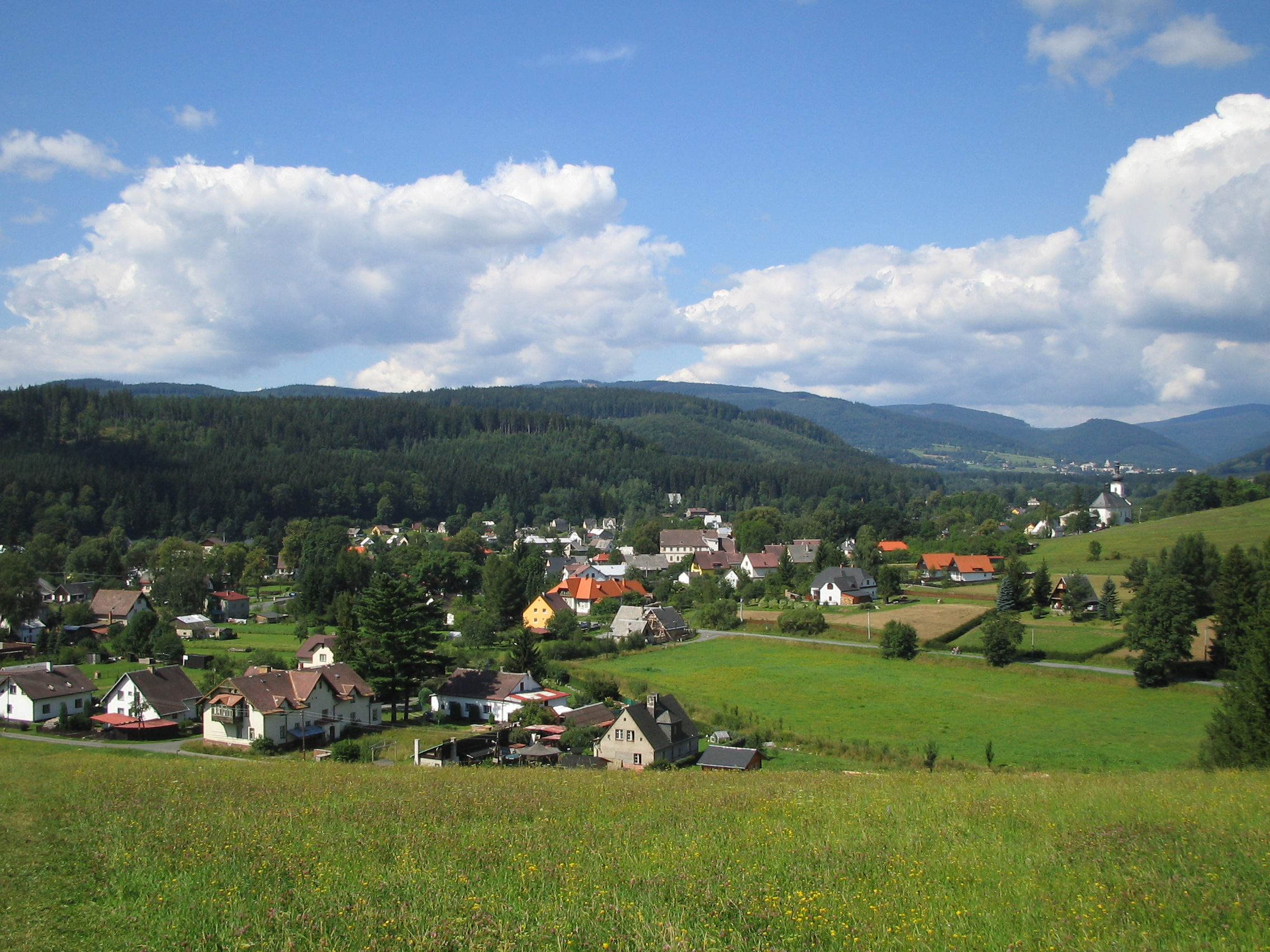
Karlovice

Über dem Dorf befand sich einst die Burg Freudenstein, angelegt im 13. Jahrhundert. Die erste Besiedlung erfolgte recht spät ab dem Jahr 1527. Der erste urkundliche Nachweis stammt aus dem Jahr 1558, damals unter dem Namen Hütten. Dieses Dorf wurde im Dreißigjährigen Krieg ausgelöscht. Nach 1720 wurden im Ort Hammerwerke erstellt, die bis in das 19. Jahrhundert in Betrieb waren. Der Name Karlsthal wurde vom Gründer dem Herzog von Jägerndorf Karl von Liechtenstein (Karel z Lichtenštejna) und den Hammerwerken abgeleitet (Karl-Stahl). Später siedelten sich Betriebe der Holz- und Papierverarbeitung an. 1872 wurde die Bezirksstraße nach Hillersdorf gebaut. Heute gilt das Dorf als Zentrum für Naherholung und Tourismus. Die Gemeinde Karlsthal hatte am 1. Dezember 1930 1694 Einwohner, am 17. Mai 1939 1698 und am 22. Mai 1947 nur noch 943 Bewohner.
Nach dem Münchner Abkommen wurde der Ort dem Deutschen Reich zugeschlagen und gehörte bis 1945 zum Landkreis Freudenthal. Die meisten deutschen Bewohner wurden 1946 vertrieben. Im Jahre 1953 wurde die verlassene Gemeinde Adamov offiziell aufgehoben und ihre Fluren Karlovice zugeschlagen. 1958 wurde Nové Karlovice von Vrbno pod Pradědem  nach Karlovice umgemeindet.

## Politik

### Bürgermeister
- 1901 bis 1903 Franz Bartsch, Kaufmann
- 1904 bis 1907 Moritz Herdin, Papiermüller
- 1908 bis 1910 Alois Reichel, Fleischer
- 1911 bis 1918 Johann Reichel, Landwirt
- 1919 bis 1922 Josef Czech, Hufschmied
- 1923 bis 1926 Josef Blaschke, Lehrer a. D.
- 1927 bis 1930 Alois Freimann, Tischler
- 1931 bis 1933 Rudolf Engl, Forstmeister
- 1934 bis 1937 Johann Klemenz, Fabrikarbeiter
- 1938 bis 1945 Adolf Weber, Werksbeamter a. D.

## Gemeindegliederung
Die Gemeinde Karlovice besteht aus den Ortsteilen Karlovice (Karlsthal-Vorderdorf) und Zadní Ves (Karlsthal-Hinterdorf). Grundsiedlungseinheiten sind Adamov (Adamsthal), Karlovice, Nové Purkartice (Neubürgersdorf) und Zadní Ves. Zu Karlovice gehören zudem die Ortslagen Hájovny (Hegerhäuser) und Nové Karlovice (Neu Karlsthal) sowie die Berghütten Čertovka und Mechovka.
Das Gemeindegebiet gliedert sich in die Katastralbezirke Adamov u Karlovic (174 ha), Karlovice ve Slezsku (1532 ha) und Nové Purkartice (458 ha).

## Sehenswürdigkeiten
- Barockkirche des Hl. Johann von Nepomuk (1777 bis 1779). Davor stand auf diesem Platz eine Holzkapelle.
- Barockhaus (1745)
- Sensenmanufaktur (1600), technisches Denkmal